# Ropalidia bambusae
Ropalidia bambusae är en getingart som beskrevs av Richards 1978. Ropalidia bambusae ingår i släktet Ropalidia och familjen getingar. Inga underarter finns listade i Catalogue of Life.